# 1791 год в музыке

## Произведения
- Вольфганг Амадей Моцарт:
  - Оперы
    - Волшебная флейта
    - Милосердие Тита

  - Концерт для кларнета с оркестром
  - Ave verum corpus
  - Реквием (недописан, закончен учениками)

## Родились
- 21 февраля — Карл Черни (ум. 1857) — австрийский пианист, композитор и педагог
- 22 февраля — Фердинанд-Самюэль Лор (ум. 1854) — швейцарский композитор, дирижёр, хормейстер и музыкальный педагог, автор музыки государственного гимна Лесото
- 9 июня — Джон Ховард Пэйн[англ.] (ум. 1852) — американский актёр, поэт, драматург и автор песен
- 26 июля — Франц Ксавер Вольфганг Моцарт (ум. 1844) — австрийский композитор, пианист и музыкальный педагог

## Скончались
- 25 августа — Пьетро Доменико Парадизи (83 или 84) — итальянский композитор, клавесинист и музыкальный педагог
- 5 декабря — Вольфганг Амадей Моцарт (35) — австрийский композитор, капельмейстер, скрипач-виртуоз, клавесинист и органист